# Jan-Willem Staman
Jan-Willem Staman (Nijverdal, 9 januari 1984) is een Nederlands-Guamees voormalig voetballer die bij voorkeur als spits speelde. Tussen 2001 en 2008 speelde hij voor VV DES. Hij debuteerde in augustus 2001 op 17-jarige leeftijd in het eerste elftal. Hij is getrouwd met een Amerikaanse en woont op Guam in de Grote Oceaan. Hij heeft naast de Nederlandse ook de Amerikaanse nationaliteit, waardoor hij voor het nationale elftal van Guam uit mag komen. Zijn laatste club was Kapaolono Dawgs op Hawaii.

## Interlandcarrière
In maart 2015 werd Staman voor het eerst uitgenodigd voor het Guamees voetbalelftal. Op 28 maart viel hij in in de met 1–0 verloren vriendschappelijke wedstrijd tegen Hongkong. Drie dagen later viel hij in in de in 2–2 geëindigde wedstrijd tegen Singapore. Zijn eerste speelminuten in een officiële wedstrijd krijgt hij in de thuiswedstrijd tegen Oman op 8 september 2015. Hij start deze wedstrijd in de basis en wordt in de 68e minuut gewisseld.
| Interlands van Jan-Willem Staman voor Guam | Interlands van Jan-Willem Staman voor Guam | Interlands van Jan-Willem Staman voor Guam | Interlands van Jan-Willem Staman voor Guam | Interlands van Jan-Willem Staman voor Guam | Interlands van Jan-Willem Staman voor Guam |
| №                                          | Datum                                      | Wedstrijd                                  | Uitslag                                    | Soort wedstrijd                            | Doelpunten                                 |
| Als speler bij Quality Distributors        | Als speler bij Quality Distributors        | Als speler bij Quality Distributors        | Als speler bij Quality Distributors        | Als speler bij Quality Distributors        | Als speler bij Quality Distributors        |
| ------------------------------------------ | ------------------------------------------ | ------------------------------------------ | ------------------------------------------ | ------------------------------------------ | ------------------------------------------ |
| 1.                                         | 28 maart 2015                              | Hongkong – Guam                            | 1 – 0                                      | Vriendschappelijk                          | 0                                          |
| 2.                                         | 31 maart 2015                              | Singapore – Guam                           | 2 – 2                                      | Vriendschappelijk                          | 0                                          |
| 3.                                         | 8 september 2015                           | Guam – Oman                                | 0 – 0                                      | WK-kwalificatie                            | 0                                          |
| 4.                                         | 12 november 2015                           | India – Guam                               | 1 – 0                                      | WK-kwalificatie                            | 0                                          |
| 5.                                         | 19 maart 2016                              | Chinees Taipei – Guam                      | 3 – 2                                      | Vriendschappelijk                          | 0                                          |